# Стен Стуре Молодший (регент)
Стен Стуре Молодший (1493–1520) — регент та фактичний володар Швеції з 1512 до 1520. Представник шведської аристократичної родини Стуре, яка надала декілька регентів Швеції.

## Життєпис
Був сином Сванте Нільсона та Іліани Гедда, родички аристократів Ваза. У 1512 Стен Стуре після смерті стає регентом Швеції. Проте державна рада Швеції намагалася зробити регентом Еріка Тролле, прихильника союзу з Данією. Використавши військову потугу, яку залишив йому батько Стен Стуре Молодший змусив державну раду прийняти його як регента. При цьому він обіцяв розпочати перемовини з Данією. В цей час помирає король Юхан у 1513.
Розуміючи, що це шанс здобути остаточну незалежність, Стен Стуре почав готуватися для боротьби з Данією. Для цього він укладає політичні союзу із противниками Дансько-норвезької держави, зокрема Московією.
Водночас розпочинається конфлікт між регентом Швеції та архієпископом Упсальським Густавом Тролле, який був сином Еріка Тролле. Густав Тролле відстоював більшу незалежність церкви у Швеції. При цьому він спирався на авторитет Папи Римського. Водночас Густав Тролле, як і його батько був прихильником союзу з Данією. Щоб зміцнити свою владу регент під час засідань риксдагу у 1517 році в Арбурі та Стокгольмі домігся арешту Густава Тролле, а від нього зречення від архієпископства. Під час останнього засідання у Стокгольмі своєму небожеві Іоким Тролле на чолі із флотом намагався захопити Стокгольм, проте зазнав невдачі.
Внутрішньою колотнечею у Швеції скористався Кристіан II, який у 1517 вдерся до країни. Проте у 1517 та 1518 Стен Стуре Молодший завдав суттєвих поразок данській армії. Кристіан II вимушений був залишити Швецію.
Водночас не припинявся конфлікт між регентом та архієпископом Упсальським. Густав Тролле подав скаргу на Стена Стуре, внаслідок чого Папа Римський Лев X відлучив Стена Стуре Молодшого від церкви. Це позбавило останнього частини підтримки серед аристократів Швеції. З цієї нагоди у 1520 Кристіан II знов вдерся до країни. В цьому ж році — 19 січня — відбулася вирішальна битва між данською армією на чолі з королем Кристіаном II та шведськими військами під орудою регента Стена Стуре Молодшого, в якій останній зазнав нищівної поразки, був поранений, внаслідок чого 2 лютого помер на озері Мелерен.

## Родина
Дружина — Христина Юлленшерна (1494–1559), пра-праонука Карла VIII, короля Швеції
Діти:
- Сванте Стуре Молодший (1517–1567), 1-й граф Стуре

## У літературі
В детективному романі Пера Вальо й Май Шьовалль «Розанна» (1965): 
«Мартін Бек дивився на озеро Осунден і думав про Стена Стуре, про те, як він упав і лежав тут на ношах, як над ним свистів вітер, сніг засипав йому рани, а він прорікав безсмертні афоризми про смерть. Блідий, як крейда, і слабкий від втрати крові»